# Nera (Włochy)
Nera – najdłuższy dopływ Tybru mający 117 km długości; jej dorzecze obejmuje obszar 4280 km² (ponad 30% powierzchni dorzecza Tybru); źródło znajduje się w Apeninie Środkowym na wysokości 1800 m n.p.m. Największe miasto nad Nerą to Terni. Nera znaczy po włosku „czarna”.